# Maximilian Arnold
Maximilian Arnold, född 27 maj 1994 i Riesa, är en tysk fotbollsspelare (mittfältare) som spelar i tyska fotbollslaget VfL Wolfsburg.
Vid olympiska sommarspelen 2020 i Tokyo spelade Arnold två gruppspelsmatcher, där Tyskland blev utslagna i gruppspelet.